# Brian Schmetzer
Brian Schmetzer (Seattle, Washington, Estados Unidos; 18 de agosto de 1962) es un entrenador y exfutbolista estadounidense. Es el entrenador del Seattle Sounders FC de la Major League Soccer desde 2016. Antes de ocupar este cargo, Schmetzer fue segundo entrenador del equipo bajo la dirección de Sigi Schmid, y entre 2002 y 2008 fue el primer entrenador del Seattle Sounders en la USL First Division, ganando el título de liga dos veces.
Como futbolista, jugó de delantero y centrocampista en clubes de la North American Soccer League, la Major Indoor Soccer League y la Western Soccer League.

## Trayectoria

### Como jugador
Hijo de migrantes alemanes, Schmetzer fichó por el Seattle Sounders de la North American Soccer League (NASL) en junio de 1980 y llegó al primer equipo de indoor en la temporada 1980-81 de la NASL. Debutó profesionalmente en 1981 contra el Celtic por la Copa Trans-Atlantic Challenge. Debido a que los Sounders no participaron en ninguna competición en 1983, Schmetzer fichó por los Tulsa Roughnecks para la temporada 1983-84 de la NASL indoor.
Continuó su carrera en clubes indoor de Estados Unidos, hasta 1994 cuando jugó para el Seattle Sounders de la American Professional Soccer League. Su último club fue el Seattle SeaDogs de la Continental Indoor Soccer League a los 32 años.

### Carrera como entrenador
En 2001 el Seattle Sounders nombró a Schmetzer primer entrenador. En su primer año en el cargo logró un registro récord de 23-4-1 y fue nombrado entrenador de la temporada. En 2004 logró llegar a la final de la A-League con el Sounders, que su equipo perdió ante el Montreal Impact. Al año siguiente, logró nuevamente llegar a la final de campeonato, entonces llamada USL First Division, aunque perdieron contra el Richmond Kickers en la tanda de penaltis.

### Major League Soccer
A pesar de que fue candidato para dirigir al club en la  nueva etapa del Seattle Sounders en la Major League Soccer, fue nombrado entrenador asistente de Sigi Schmid, exentrenador de Los Angeles Galaxy y el Columbus Crew, quien tomó el cargo de director técnico.
El 26 de julio de 2016, Schmetzer fue nombrado entrenador interino del Seattle Sounders, y fue confirmado como entrenador el 2 de noviembre, luego de alcanzar los playoffs de la Copa MLS 2016. Eventualmente, ganó la Copa MLS ese año derrotando al Toronto FC en la final.
En la temporada 2018, luego de un precario comienzo de temporada, el equipo bajo la dirección de Schmetzer logró clasificar a la postemporada y alcanzó las semifinales de conferencia donde fue eliminado en una dramática definición ante el Portland Timbers.
En 2019 logró clasificar al equipo como campeón de conferencia, y en las finales de playoffs derrotó a Los Angeles FC, ganador del Supporters Shield ese año. En la final de la Copa MLS 2019, su equipo derrotó al Toronto FC por 3-1 en el CentutyLink Field ante 69.274 espectadores.

## Clubes

### Como jugador
| Club                       | País           | Año       |
| -------------------------- | -------------- | --------- |
| Seattle Sounders           | Estados Unidos | 1980-1983 |
| Seattle Sounders (indoor)  | Estados Unidos | 1980-1981 |
| Tulsa Roughnecks (indoor)  | Estados Unidos | 1983-1984 |
| Tulsa Roughnecks           | Estados Unidos | 1984      |
| San Diego Sockers (indoor) | Estados Unidos | 1984-1988 |
| F.C. Seattle (cesión)      | Estados Unidos | 1985      |
| Tacoma Stars (indoor)      | Estados Unidos | 1988-1990 |
| St. Louis Storm (indoor)   | Estados Unidos | 1990-1991 |
| Seattle Sounders           | Estados Unidos | 1994      |
| Seattle SeaDogs (indoor)   | Estados Unidos | 1995      |

### Como entrenador
| Club                                                | País           | Año           |
| --------------------------------------------------- | -------------- | ------------- |
| Tacoma Stars (como entrenador asistente)            | Estados Unidos | 1988-1989     |
| Seattle SeaDogs (indoor, como entrenador asistente) | Estados Unidos | 1996-1997     |
| Seattle Sounders                                    | Estados Unidos | 2002-2008     |
| Seattle Sounders FC (como entrenador asistente)     | Estados Unidos | 2009-2016     |
| Seattle Sounders FC                                 | Estados Unidos | 2016-presente |

## Estadísticas como entrenador
| Equipo                          | Div.              | Temporada         | Liga | Liga | Liga | Liga | Liga |    | Copa | Copa | Copa | Copa |    | Internacional | Internacional | Internacional | Internacional | Internacional |   | Otros | Otros | Otros | Otros |     | Totales     | Totales | Totales | Totales | Totales | Totales | Totales | Totales |
| Equipo                          | Div.              | Temporada         | PD   | G    | E    | P    | Pos. | PD | G    | E    | P    | PD   | G  | E             | P             | Pos.          | PD            | G             | E | P     | PD    | G     | E     | P   | Rendimiento | GF      | GC      | Dif.    |         |         |         |         |
| ------------------------------- | ----------------- | ----------------- | ---- | ---- | ---- | ---- | ---- | -- | ---- | ---- | ---- | ---- | -- | ------------- | ------------- | ------------- | ------------- | ------------- | - | ----- | ----- | ----- | ----- | --- | ----------- | ------- | ------- | ------- | ------- | ------- | ------- | ------- |
| Seattle Sounders Estados Unidos | 1.ª               | 2016              | 14   | 8    | 4    | 2    | 7.º  | -  | -    | -    | -    | -    | -  | -             | -             | -             | 6             | 4             | 1 | 1     | 20    | 12    | 5     | 3   | 68.33%      | 32      | 19      | +13     |         |         |         |         |
| Seattle Sounders Estados Unidos | 1.ª               | 2017              | 34   | 14   | 11   | 9    | 7.º  | 2  | 1    | 0    | 1    | -    | -  | -             | -             | -             | 5             | 3             | 1 | 1     | 41    | 18    | 12    | 11  | 53.66%      | 62      | 44      | +18     |         |         |         |         |
| Seattle Sounders Estados Unidos | 1.ª               | 2018              | 34   | 18   | 5    | 11   | 4.º  | 1  | 0    | 0    | 1    | 4    | 2  | 0             | 2             | 1/4           | 2             | 1             | 0 | 1     | 41    | 21    | 5     | 15  | 55.29%      | 63      | 48      | +15     |         |         |         |         |
| Seattle Sounders Estados Unidos | 1.ª               | 2019              | 34   | 16   | 8    | 10   | 4.º  | 1  | 0    | 0    | 1    | -    | -  | -             | -             | -             | 4             | 4             | 0 | 0     | 39    | 20    | 8     | 11  | 58.12%      | 65      | 56      | +9      |         |         |         |         |
| Seattle Sounders Estados Unidos | 1.ª               | 2020              | 19   | 10   | 5    | 4    | 7.º  | 4  | 1    | 1    | 2    | 2    | 0  | 2             | 0             | 1/8           | 4             | 3             | 0 | 1     | 29    | 14    | 8     | 7   | 57.48%      | 56      | 37      | +19     |         |         |         |         |
| Seattle Sounders Estados Unidos | 1.ª               | 2021              | 34   | 17   | 9    | 8    | 3.º  | -  | -    | -    | -    | -    | -  | -             | -             | -             | 1             | 0             | 1 | 0     | 35    | 17    | 10    | 8   | 58.09%      | 53      | 33      | +20     |         |         |         |         |
| Seattle Sounders Estados Unidos | 1.ª               | 2022              | 34   | 12   | 5    | 17   | 21.º | 1  | 0    | 1    | 0    | 8    | 4  | 4             | 0             | 1.º           | -             | -             | - | -     | 43    | 16    | 10    | 17  | 44.96%      | 67      | 53      | +14     |         |         |         |         |
| Seattle Sounders Estados Unidos | 1.ª               | 2023              | 34   | 14   | 9    | 11   | 7.º  | 2  | 1    | 0    | 1    | 2    | 0  | 0             | 2             | FG            | 5             | 2             | 2 | 1     | 43    | 17    | 11    | 15  | 48.06%      | 53      | 51      | +2      |         |         |         |         |
| Seattle Sounders Estados Unidos | 1.ª               | 2024              | 34   | 16   | 9    | 9    | 7.º  | 4  | 2    | 1    | 1    | 5    | 3  | 0             | 2             | 1/4           | 4             | 1             | 2 | 1     | 47    | 22    | 12    | 13  | 55.32%      | 70      | 50      | +20     |         |         |         |         |
| Seattle Sounders Estados Unidos | 1.ª               | 2025              | 25   | 11   | 8    | 6    | -    | 0  | 0    | 0    | 0    | 7    | 5  | 1             | 1             | 1/8           | 3             | 0             | 0 | 3     | 35    | 16    | 9     | 10  | 54.28%      | 63      | 50      | +13     |         |         |         |         |
| Consolidado Total               | Consolidado Total | Consolidado Total | 296  | 136  | 73   | 87   | -    | 15 | 5    | 3    | 7    | 28   | 14 | 7             | 7             | -             | 34            | 18            | 7 | 9     | 373   | 173   | 90    | 110 | 54.42%      | 584     | 441     | +143    |         |         |         |         |
| 1. 2. 3.                        |                   |                   |      |      |      |      |      |    |      |      |      |      |    |               |               |               |               |               |   |       |       |       |       |     |             |         |         |         |         |         |         |         |

#### Resumen por competiciones
| Competición                      | Partidos | Ganados | Empatados | Perdidos | %      | Resultado        |
| -------------------------------- | -------- | ------- | --------- | -------- | ------ | ---------------- |
| MLS                              | 296      | 136     | 73        | 87       | 54.17% | 3.er lugar       |
| MLS Cup                          | 30       | 18      | 5         | 7        | 65.56% | Campeón          |
| US Open Cup                      | 11       | 4       | 2         | 5        | 42.42% | Semifinales      |
| MLS is Back                      | 4        | 1       | 1         | 2        | 33.33% | Octavos de final |
| Liga de Campeones de la Concacaf | 18       | 8       | 7         | 3        | 57.4%  | Campeón          |
| Leagues Cup                      | 10       | 6       | 0         | 4        | 60%    | Cuartos de final |
| Mundial de Clubes de la FIFA     | 4        | 0       | 0         | 4        | 0%     | Fase de grupos   |
| TOTAL                            | 373      | 173     | 90        | 110      | 54.42% | 13 Títulos       |

## Palmarés

### Como entrenador

#### Títulos nacionales
| Título                 | Club                | País           | Año  |
| ---------------------- | ------------------- | -------------- | ---- |
| Commissioner's Cup     | Seattle Sounders    | Estados Unidos | 2002 |
| Campeón de conferencia | Seattle Sounders    | Estados Unidos | 2002 |
| Campeón de conferencia | Seattle Sounders    | Estados Unidos | 2003 |
| Campeón de conferencia | Seattle Sounders    | Estados Unidos | 2004 |
| USL First Division     | Seattle Sounders    | Estados Unidos | 2005 |
| USL First Division     | Seattle Sounders    | Estados Unidos | 2007 |
| Commissioner's Cup     | Seattle Sounders    | Estados Unidos | 2007 |
| Campeón de conferencia | Seattle Sounders FC | Estados Unidos | 2016 |
| Copa MLS               | Seattle Sounders FC | Estados Unidos | 2016 |
| Campeón de conferencia | Seattle Sounders FC | Estados Unidos | 2017 |
| Campeón de conferencia | Seattle Sounders FC | Estados Unidos | 2019 |
| Copa MLS               | Seattle Sounders FC | Estados Unidos | 2019 |

#### Títulos internacionales
| Título                        | Club                | País              | Año  |
| ----------------------------- | ------------------- | ----------------- | ---- |
| Liga de Campeones de Concacaf | Seattle Sounders FC | América del Norte | 2022 |